# Université pédagogique nationale Francisco Morazán
L'université pédagogique nationale Francisco Morazán (en espagnol : Universidad Pedagógica Nacional Francisco Morazán ou UPNFM) est une université publique hondurienne située à Tegucigalpa, la capitale du pays. 

## Historique
Fondé en 1956 sous le nom Escuela Superior del Profesorado Francisco Morazán, l'établissement a été renommé en 1989. 
L'université porte le nom du Général Francisco Morazán, un caudillo d'Amérique centrale.

## Source
- (es) Cet article est partiellement ou en totalité issu de l’article de Wikipédia en espagnol intitulé « Universidad Pedagógica Nacional Francisco Morazán » (voir la liste des auteurs).